# شكري الباصومي
شكري الباصومي صحفي وكاتب تونسي وعضو في لجنة الحريات في النقابة الوطنية للصحفيين التونسيين.

## سيرته
درس شكري الباصومي الأدب في كلية الآداب والفنون والإنسانيات بمنوبة وكان يتمعن في الأدب القديم والحديث على حد السواء ويكتب شذراته الأدبية في هدوء وتأن ليفاجأ القارئ بإصدار كتاب عنونه ب «مراسم الكذب». يكتب في جريدة الشروق وله ركن خاص به في هذه الصحيفة بعنوان زخات. وبالرغم من ذلك لم ينجُ من مقص الرقابة وتم رفض مقال له تحت عنوان بذاءة محمد علي النهدي وراء ايقاف عرض الزمقري ، وهو مقال أورد فيه الأسباب الحقيقية لإيقاف عرض مسرحية «الزمقري» في مهرجان ربيع سبيطلة الدولي.

## أسلوبه الأدبي
يكتب شكري الباصومي «الزخات» أي التعليقات القصيرة التي تتناول بعض المظاهر المستهجنة بروح نقدية، هذا على مستوى صحفي، أما أدبيا فهو يكتب الشذرات الخاطفة
وهو لون وجد فيه توازنه كما هو الحال للقصص القصيرة.

## من مؤلفاته
- مراسم الكذب[4]
- المرآوي العاكس[5]

## مواضيع ذات صلة
- النقابة الوطنية للصحفيين التونسيين